# Сойоты
Сойо́ты (соёд, сойыт, саяты) — коренной малочисленный народ, населяющий Окинский район Республики Бурятия. Представляют собой один из субэтносов в составе бурятского народа. Ввиду самобытной истории и языка, начиная с Всероссийской переписи населении 2002 года, учитываются как один из коренных малочисленных народов РФ. В список коренных малочисленных народов РФ были включены в 2000 году.

## Численность и расселение

Расселение сойотов в СФО по городским и сельским поселениям в %, перепись 2010 г.

Согласно Всероссийской переписи населения 2010 года численность сойотов в России составляла 3608 человек, из них в Бурятии — 3579 человек.
Численность сойотов в населённых пунктах (2002 год):
- улус Сорок — 614
- село Орлик — 569
- село Хужир — 314
- город Улан-Удэ — 191
- улус Хурга — 159
- посёлок Боксон — 139
- улус Алаг-Шулун — 134
- улус Хара-Хужир — 52

## История

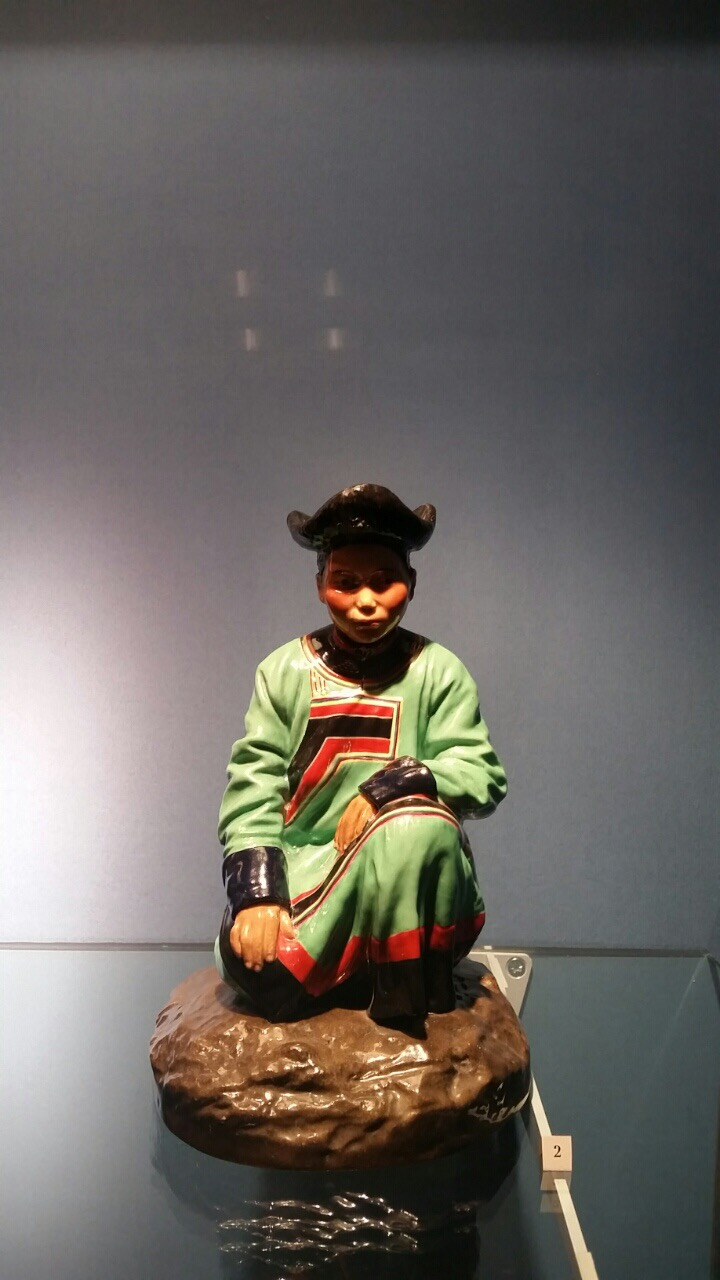
Сойотская женщина, серия «Народности России»

Сойоты являются потомками саянских самодийцев, бывших частью древнейшего населения Восточных Саян, оставшиеся в пределах своей прародины. Впоследствии подверглись тюркизации, которая охватила прежде всего язык и лишь частично затронула хозяйство, материальную культуру и мировоззренческую систему. Первые письменные источники о сойотских племенах относятся к XVII веку. Это русские приказные книги — «Сказы» казаков и служилых людей.
С заселением Восточных Саян бурятским племенем хонгодоров сойоты женились на бурятках. Произошла вторичная смена языка, его бурятизация, но в хозяйственной жизни сойоты сохранили традиционный уклад — остались оленеводами и охотниками. К тому времени их уже при переписи населения записывали как бурят, хотя они сохранили культуру и этническое самосознание. Лишь Всероссийская перепись населения 2002 года учла сойотов отдельной народностью.

## Язык
Изначально сойоты говорили на вымершем сейчас языке, который относился к самодийской группе уральской языковой семьи. Впоследствии сойоты были подвержены тюркизации и перешли на сойотско-цаатанский язык (близкий тувинскому), ещё имеющий среди них некоторое хождение, и распространённый также в Монголии в цаатанском варианте. 
Позже сойоты подверглись полной ассимиляции с бурятами, перейдя на бурятский язык монгольской группы алтайской языковой семьи. По Всероссийской переписи населения 2002 года из 2739 сойотов бурятским языком владели 2623 чел. (96 %), а 2429 чел. — также и русским (89 %).
Для возрождения сойотского языка в 2001 году впервые для него (сойотского варианта сойотско-цаатанского языка) была разработана письменность на основе кириллицы, начато издание букваря и учебных пособий. В 2003 году издан «Сойотско-бурятско-русский словарь». С 2005 года началось постепенное внедрение преподавания языка в начальных классах сойотских школ Окинского района Бурятии.

## Традиционные занятия
Основным занятием сойотов на протяжении веков, как и сейчас, является кочевое оленеводство и яководство. В качестве подсобного промысла остаётся охота.

## Общество
В основе традиционной социальной организации — объединение нескольких родов, во главе которых стоит совет из родовых старейшин. Возрождён национальный сойотский праздник Жогтаар («Встреча»), который в 2004 году был переименован в Улуг-Даг («Великая гора» — в честь горы-покровителя Бурин-хан). С 2008 года в дни праздника проводятся также Самаевские чтения — серия мероприятий, посвящённых охране культурного наследия малых народов.

## Родовой состав
Известны роды сойот, иркит, хаасуут и онхот. Сойоты отмечены в составе окинских, тункинских, закаменских, ольхонских и верхоленских бурят. Хаасуты входят в состав окинских бурят. Онхоты, согласно Аюудайн Очиру, являются потомками средневековых онгутов. Сойоты-онхоты представляют собой небольшой осколок древнего этноса, принявшего участие в формировании целого ряда современных монгольских родов (см. онгуты в составе монгольских народов).
Согласно Б.З. Нанзатову, носители этнонимов иркит и ирхидэй (эрхидэй) могут иметь близкое происхождение. При этом род ирхидэй вошёл в состав булагатов, по предположению Нанзатова, ещё в эпоху курыкан, тогда как иркиты вошли в состав бурят в XVIII—XIX веках. Род иркит входит в состав тункинских и окинских бурят; булагатский род ирхидэй — в состав идинских бурят (в состав идинского племенного объединения обогони олон). По номерному признаку род эрхидэй включал I и II эрхидеевы роды. В состав рода эрхидэй входит подрод галбантан.
В Монголии проживают представители следующих родов: соён, хар соён, хаасуд, эрхид (иргит), онход среди дархатов; соён (соян) (вкл. хертек, белмей, салчак), соён кыргиз среди цаатанов; онгуда (онход), соён, улан соён, эрхит (иркид), хасахан иркид среди алтайских урянхайцев. Часть родов иркит и кайсот (хаасут) также приняла участие в формировании хубсугульских урянхайцев. В составе хубсугульских хаасутов были отмечены роды халюш, ирхыт (иркит), хаасут, артамык.
Кроме этого в Монголии проживают носители следующих родовых фамилий: соёд, соён, аг соён, агван соён, ак соён, боржигон соён, кызыл соён, соёо, соёод, соёон, соёот, соёт, соян, сояан, улаан соёд, улаан соён, улаан соян, урианхай соён, урианхай улаан соён, хар соён, хар соён хойд, хар соян, хөх соён, цагаан соёд, цагаан соён, цагаан соёод, цагаан соян, шар соён; адай иргид, адай иргит, галжан иргид, галжан иргит, жод иргид, иргид, иргит, иргэд, иргэн, иргэт, иркит, иркыт, иркэт, ирхид, ирхит, ирхыт, ирхэд, ирхэт, моол иргид, моол иргит, улуг иргид, улуг иргит, чоод иргид, чоод иргит, чооду иргид, шунгуур иргид, шунгуур иргит, эрхид, эрхит, эрхүд, эрхүү, эрхүүд, эрхэд, эрхэт; хаасууд, хаасуд, хасуд, хасууд.
В составе иркитов Монголии упоминаются следующие роды: адай иргид, ак иргид, галжан (галчан, калчан) иргид, оорцог иргид, чоод иргид, моол иргид, кара иргид, шунгуур иргид, улуг иргид, бэглиг иргид, оол иргид, арыг (жинхэнэ) иргид, газак иргид, биче иргид, жангыыр иргид, кызыл иргид, мунгуш иргид, дунгуш иргид, донгак иргид, өөлэд иргид, иргид хөег, жоос иргид, улуг суман иргид, кулжун иргид. Название рода галжан представляет собой вариацию бурят-монгольского этнонима галзууд, название рода моол — этнонима монгол.
На территории аймака Ховд проживают носители родовых имён соян и иргит. В состав рода иргит входят ветви: ак иргит, улуг иргит, адай иргит, моол иргит, калчан иргит, джод иргит. Группа соян состоит из двух родов: ак соян и кара соян. В состав рода ак соян входят ветви: кызыл соян, делег, джулджинат, бургууд, агван, сарыг, оюн, шудувак, джирвек; в состав рода кара соян — кызыл соян, кара-тош, кара-сал, онгад.
В аймаке Баян-Улгий род кара соян представлен ветвями кара-сал, кара-тош, шанагаш, кара саая, хойт, моол ооржак; род ак соян — ветвями сарыглар, агбан, делег, бургууд, тос-кириш, казак кыргыс, шуудак, оюн. Также здесь проживают ак иргит, шунгуур иргит, адай иргит, чооду иргит.
Родоплеменные группы соян и иргит также проживают на территории Китая. Сояны здесь включают в свой состав следующие ветви: ак соян, кара соян, кызыл соян, кок соян; иргиты — улуг иргит, бичии иргит.